# 大圣安吉罗堂
大圣安吉罗堂（Sant'Agnello Maggiore）是一座罗马天主教教堂，位于意大利那不勒斯古城。

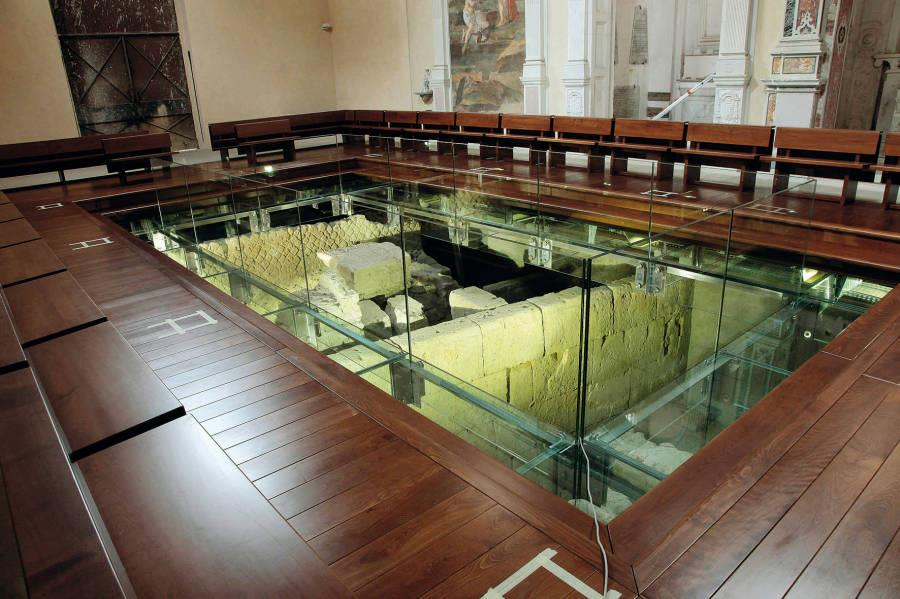
内部

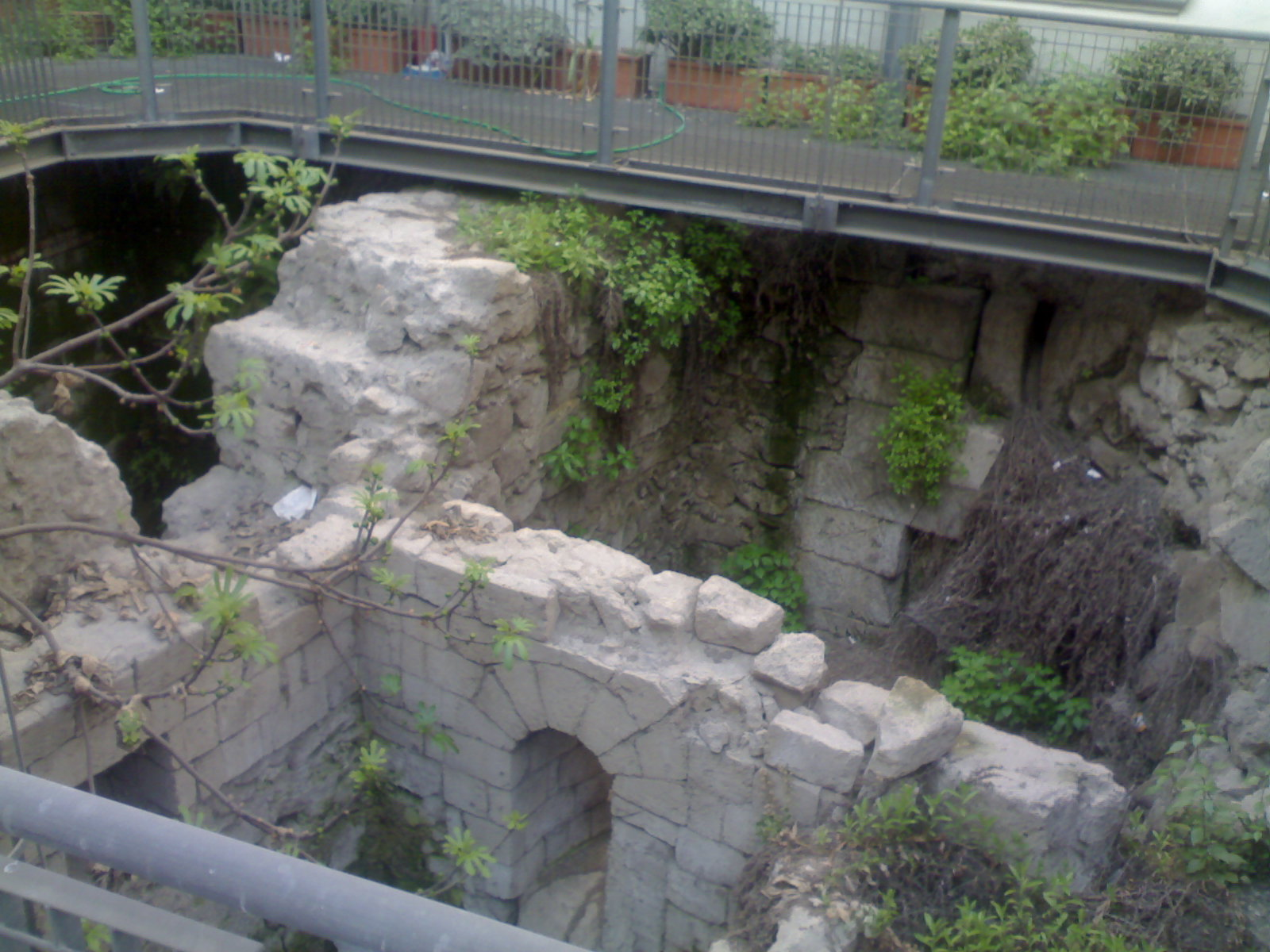
古代城墙遗址

## 历史
最近的研究表明，该堂于4世纪建于古罗马卫城之上。6世纪的那不勒斯主教圣安吉罗去世后埋葬在这个教堂。在9世纪，建立新堂，供奉圣安吉罗的遗骨。
1809年8月7日，负责该堂的修会被解散，修道院被财政部长出售给私人。1856年，内政部负责维修。1903年曾计划拆迁教堂和修道院，但该计划一直没有实施。到1913年，由于结构原因，堂区转移到附近的君士坦丁堡圣母堂。第二次世界大战又增加了伤害。 1962年，在重建过程中发现古代卫城的遗迹。2011年，经过长期修复，该堂已重新开放。